# جيمس فيتزباتريك
جيمس فيتزباتريك (بالإنجليزية: James Fitzpatrick)‏ (و. 1892 – 1973 م) هو لاعب اتحاد الرغبي أمريكي، ولد في لوس أنجلوس، شارك في الألعاب الأولمبية الصيفية 1920، مركز لعبه هو مركز ‏، توفي في سان مارينو ، لوس أنجلوس، عن عمر يناهز 81 عاماً.

## التعليم
تعلم في سانتا كلارا يونيفيرسيتي.

## روابط خارجية
- جيمس فيتزباتريك عل موقع إسبنسكروم (الإنجليزية)
- جيمس فيتزباتريك على موقع أوليمبيديا (الإنجليزية)